# Dwór „Czerniewice” w Legnicy
Dwór „Czerniewice” w Legnicy – zabytkowy dwór wybudowany w latach 1876–1900. 
Obiekt jest częścią zespołu dworskiego w skład którego wchodzą jeszcze:
- park,
- oficyna,
- dom mieszkalny,
- budynek gospodarczy.